# Olympische Jugend-Winterspiele 2024/Teilnehmer (Montenegro)
| Gelbes Symbol für Goldmedaillen mit stilisierten Olympischen Ringen | Graues Symbol für Silbermedaillen mit stilisierten Olympischen Ringen | Braundes Symbol für Bronzemedaillen mit stilisierten Olympischen Ringen |
| ------------------------------------------------------------------- | --------------------------------------------------------------------- | ----------------------------------------------------------------------- |
| —                                                                   | —                                                                     | —                                                                       |

Montenegro nahm mit 2 Athleten (1 Mann, 1 Frau) an den Olympischen Jugend-Winterspielen 2024 in der südkoreanischen Provinz Gangwon teil.

## Teilnehmer nach Sportart

### Ski Alpin
| Athleten             | Wettbewerb   | Lauf 1      | Lauf 1 | Lauf 2      | Lauf 2 | Gesamt      | Gesamt |
| Athleten             | Wettbewerb   | Zeit        | Rang   | Zeit        | Rang   | Zeit        | Rang   |
| -------------------- | ------------ | ----------- | ------ | ----------- | ------ | ----------- | ------ |
| Frauen               |              |             |        |             |        |             |        |
| Anastasija Vukasović | Riesenslalom | 1:03,30 min | 50     | 1:07,54 min | 40     | 2:10,84 min | 40     |
| Anastasija Vukasović | Slalom       | DNF         | DNF    | DNF         | DNF    | DNF         | DNF    |
| Männer               |              |             |        |             |        |             |        |
| Branislav Peković    | Super-G      | —           | —      | —           | —      | DNS         | DNS    |
| Branislav Peković    | Riesenslalom | DNF         | DNF    | DNF         | DNF    | DNF         | DNF    |
| Branislav Peković    | Slalom       | 53,48 s     | 49     | 1:00,03 min | 35     | 1:53,51 min | 33     |